# Robert Bremer
Robert Bremer, född 9 maj 1777 i Bjärnå, död där 14 maj 1844, var en finländsk bruksägare. 
Bremer övertog efter sin fars död Tykö bruk i Bjärnå, där han införde flera förbättringar och bland annat anlade en malmprovningsanstalt. Han var ytterst driftig och intresserad av bergsbrukets utveckling (började 1820 bryta järnmalm i Kisko), men ägnade sig också åt en mängd meteorologiska, astronomiska och naturfilosofiska fantasterier; bland annat försökte han konstruera ett perpetuum mobile och förutspådde en väldig syndaflod vid jordens övergång till "den stora gasperioden" 1826, varför han lät bygga sig en ark på Tykö. Brukskyrkan där är uppförd enligt hans ritningar.